# Siemikowce (gmina)
Siemikowce – dawna gmina wiejska w powiecie podhajeckim województwa tarnopolskiego II Rzeczypospolitej. Siedzibą gminy były Siemikowce.

## Historia
Gminę utworzono 1 sierpnia 1934 r. w ramach reformy na podstawie ustawy scaleniowej z dotychczasowych gmin wiejskich: Bieniawa, Bohatkowce, Iszczków, Małowody, Rakowiec, Rosochowaciec, Siemikowce, Sosnów i Wola Gołuchowska.
W marcu 1938 przyznano marszałkowi Edwardowi Śmigłemu-Rydzowi honorowe obywatelstwo gminy.
Po II wojnie światowej obszar gminy znalazł się w ZSRR.